# Kisbajcs
Kisbajcs – wieś i gmina w północno-zachodniej części Węgier, w pobliżu miasta Győr. Miejscowość leży na obszarze Małej Niziny Węgierskiej, w pobliżu granicy słowackiej. Administracyjnie należy do powiatu Győr, wchodzącego w skład komitatu Győr-Moson-Sopron.
Gmina Kisbajcs liczy 820 mieszkańców (2009) i zajmuje obszar 8,74 km².